# Saison 2003-2004 de la LNH
Saison précédente Saison suivante
La saison 2003-2004 est la 87e saison de la Ligue nationale de hockey. Chaque équipe a joué 82 parties.

## Saison régulière
À partir de cette année, la couleur des maillots à domicile et à l'extérieur est inversée : désormais, le maillot de couleur est porté à domicile tandis que le blanc est réservé pour les matchs à l'extérieur.
Quatre joueurs voient leur numéro être retiré lors de la saison : les Oilers d'Edmonton retirent le numéro 31 de Grant Fuhr le 9 octobre, le 28 octobre l'Avalanche du Colorado retire le numéro 33 de Patrick Roy, les Bruins de Boston retirent le numéro 8 de Cam Neely le 12 janvier 2004 et enfin, les Rangers de New York retirent le numéro 35 de Mike Richter le 4 février.

### Classements finaux
- * Les franchises championnes de division sont classées aux trois premières places de chaque association ; les équipes classées aux huit premières places de chaque division sont qualifiées pour les séries éliminatoires et sont indiquées dans des lignes de couleur.

| Clt   | Équipe                    | Division   | PJ | V  | D  | N  | DP | BP  | BC  | Pts |
| ----- | ------------------------- | ---------- | -- | -- | -- | -- | -- | --- | --- | --- |
| +001, | Lightning de Tampa Bay    | Sud-Est    | 82 | 46 | 22 | 8  | 6  | 245 | 192 | 106 |
| +002, | Bruins de Boston          | Nord-Est   | 82 | 41 | 19 | 15 | 7  | 209 | 188 | 104 |
| +003, | Flyers de Philadelphie    | Atlantique | 82 | 40 | 21 | 15 | 6  | 229 | 186 | 101 |
| +004, | Maple Leafs de Toronto    | Nord-Est   | 82 | 45 | 24 | 10 | 3  | 242 | 204 | 103 |
| +005, | Sénateurs d'Ottawa        | Nord-Est   | 82 | 43 | 23 | 10 | 6  | 262 | 189 | 102 |
| +006, | Devils du New Jersey      | Atlantique | 82 | 43 | 25 | 12 | 2  | 213 | 164 | 100 |
| +007, | Canadiens de Montréal     | Nord-Est   | 82 | 41 | 30 | 7  | 4  | 208 | 192 | 93  |
| +008, | Islanders de New York     | Atlantique | 82 | 38 | 29 | 11 | 4  | 237 | 211 | 91  |
| +009, | Sabres de Buffalo         | Nord-Est   | 82 | 37 | 34 | 7  | 4  | 220 | 221 | 85  |
| +010, | Thrashers d'Atlanta       | Sud-Est    | 82 | 33 | 37 | 8  | 4  | 214 | 243 | 78  |
| +011, | Hurricanes de la Caroline | Sud-Est    | 82 | 28 | 34 | 14 | 6  | 172 | 209 | 76  |
| +012, | Panthers de la Floride    | Sud-Est    | 82 | 28 | 35 | 15 | 4  | 188 | 221 | 76  |
| +013, | Rangers de New York       | Atlantique | 82 | 27 | 40 | 7  | 8  | 206 | 250 | 69  |
| +014, | Capitals de Washington    | Sud-Est    | 82 | 23 | 46 | 10 | 3  | 186 | 253 | 59  |
| +015, | Penguins de Pittsburgh    | Atlantique | 82 | 23 | 47 | 8  | 4  | 190 | 303 | 58  |

| Clt   | Équipe                   | Division   | PJ | V  | D  | N  | DP | BP  | BC  | Pts |
| ----- | ------------------------ | ---------- | -- | -- | -- | -- | -- | --- | --- | --- |
| +001, | Red Wings de Détroit     | Centrale   | 82 | 48 | 21 | 11 | 2  | 255 | 189 | 109 |
| +002, | Sharks de San José       | Pacifique  | 82 | 43 | 21 | 12 | 6  | 219 | 183 | 104 |
| +003, | Canucks de Vancouver     | Nord-Ouest | 82 | 43 | 24 | 10 | 5  | 235 | 194 | 101 |
| +004, | Avalanche du Colorado    | Nord-Ouest | 82 | 40 | 22 | 13 | 7  | 236 | 198 | 100 |
| +005, | Stars de Dallas          | Pacifique  | 82 | 41 | 26 | 13 | 2  | 194 | 175 | 97  |
| +006, | Flames de Calgary        | Nord-Ouest | 82 | 42 | 30 | 7  | 3  | 200 | 176 | 94  |
| +007, | Blues de Saint-Louis     | Centrale   | 82 | 39 | 30 | 11 | 2  | 191 | 198 | 91  |
| +008, | Predators de Nashville   | Centrale   | 82 | 38 | 29 | 11 | 4  | 216 | 217 | 91  |
| +009, | Oilers d'Edmonton        | Nord-Ouest | 82 | 36 | 29 | 12 | 5  | 221 | 208 | 89  |
| +010, | Wild du Minnesota        | Nord-Ouest | 82 | 30 | 29 | 20 | 3  | 188 | 183 | 83  |
| +011, | Kings de Los Angeles     | Pacifique  | 82 | 28 | 29 | 16 | 9  | 205 | 217 | 81  |
| +012, | Mighty Ducks d'Anaheim   | Pacifique  | 82 | 29 | 35 | 10 | 8  | 184 | 213 | 76  |
| +013, | Coyotes de Phoenix       | Pacifique  | 82 | 22 | 36 | 18 | 6  | 188 | 245 | 68  |
| +014, | Blue Jackets de Columbus | Centrale   | 82 | 25 | 45 | 8  | 4  | 177 | 238 | 62  |
| +015, | Blackhawks de Chicago    | Centrale   | 82 | 20 | 42 | 11 | 8  | 188 | 259 | 59  |

- Champion de la saison régulière
- Champion de division
- Qualifié pour les séries éliminatoires

### Meilleurs pointeurs
| Joueur             | Équipe              | PJ | B  | A  | Pts |
| ------------------ | ------------------- | -- | -- | -- | --- |
| Martin Saint-Louis | Tampa Bay           | 82 | 38 | 56 | 94  |
| Ilia Kovaltchouk   | Atlanta             | 81 | 41 | 46 | 87  |
| Joe Sakic          | Colorado            | 81 | 33 | 54 | 87  |
| Markus Naslund     | Vancouver           | 78 | 35 | 49 | 84  |
| Marian Hossa       | Ottawa              | 81 | 36 | 46 | 82  |
| Patrik Elias       | New Jersey          | 82 | 38 | 43 | 81  |
| Daniel Alfredsson  | Ottawa              | 77 | 32 | 48 | 80  |
| Cory Stillman      | Tampa Bay           | 81 | 25 | 55 | 80  |
| Robert Lang        | Washington, Détroit | 69 | 30 | 49 | 79  |
| Brad Richards      | Tampa Bay           | 82 | 26 | 53 | 79  |
| Alex Tanguay       | Colorado            | 69 | 25 | 54 | 79  |

## Séries éliminatoires de la Coupe Stanley

### Arbre de qualification
|  | Quarts de finale d'association | Quarts de finale d'association | Quarts de finale d'association |   |              | Demi-finales d'association | Demi-finales d'association | Demi-finales d'association |  |   | Finales d'association | Finales d'association | Finales d'association |  |    | Finale de la Coupe Stanley | Finale de la Coupe Stanley | Finale de la Coupe Stanley |
|  |                                |                                |                                |   |              |                            |                            |                            |  |   |                       |                       |                       |  |    |                            |                            |                            |
|  | 1                              | Tampa Bay                      | 4                              |   |              |                            |                            |                            |  |   |                       |                       |                       |  |    |                            |                            |                            |
|  | 8                              | Islanders de New York          | 1                              |   |              |                            |                            |                            |  |   |                       |                       |                       |  |    |                            |                            |                            |
|  | 8                              | Islanders de New York          | 1                              |   | 1            | Tampa Bay                  | 4                          |                            |  |   |                       |                       |                       |  |    |                            |                            |                            |
|  |                                |                                |                                |   | 1            | Tampa Bay                  | 4                          |                            |  |   |                       |                       |                       |  |    |                            |                            |                            |
|  |                                | 7                              | Montréal                       | 0 |              |                            |                            |                            |  |   |                       |                       |                       |  |    |                            |                            |                            |
|  | 2                              | 7                              | Montréal                       | 0 | Boston       | 3                          |                            |                            |  |   |                       |                       |                       |  |    |                            |                            |                            |
|  | 2                              |                                |                                |   | Boston       | 3                          |                            |                            |  |   |                       |                       |                       |  |    |                            |                            |                            |
|  | 7                              | Montréal                       | 4                              |   |              |                            |                            |                            |  |   |                       |                       |                       |  |    |                            |                            |                            |
|  | 7                              | Montréal                       | 4                              |   |              |                            |                            |                            |  | 1 | Tampa Bay             | 4                     |                       |  |    |                            |                            |                            |
|  | Association de l'Est           |                                |                                |   |              |                            |                            |                            |  | 1 | Tampa Bay             | 4                     |                       |  |    |                            |                            |                            |
|  |                                | 3                              | Philadelphie                   | 3 |              |                            |                            |                            |  |   |                       |                       |                       |  |    |                            |                            |                            |
|  | 3                              | 3                              | Philadelphie                   | 3 | Philadelphie | 4                          |                            |                            |  |   |                       |                       |                       |  |    |                            |                            |                            |
|  | 3                              |                                |                                |   | Philadelphie | 4                          |                            |                            |  |   |                       |                       |                       |  |    |                            |                            |                            |
|  | 6                              | New Jersey                     | 1                              |   |              |                            |                            |                            |  |   |                       |                       |                       |  |    |                            |                            |                            |
|  | 6                              | New Jersey                     | 1                              |   | 3            | Philadelphie               | 4                          |                            |  |   |                       |                       |                       |  |    |                            |                            |                            |
|  |                                |                                |                                |   | 3            | Philadelphie               | 4                          |                            |  |   |                       |                       |                       |  |    |                            |                            |                            |
|  |                                | 4                              | Toronto                        | 2 |              |                            |                            |                            |  |   |                       |                       |                       |  |    |                            |                            |                            |
|  | 4                              | 4                              | Toronto                        | 2 | Toronto      | 4                          |                            |                            |  |   |                       |                       |                       |  |    |                            |                            |                            |
|  | 4                              |                                |                                |   | Toronto      | 4                          |                            |                            |  |   |                       |                       |                       |  |    |                            |                            |                            |
|  | 5                              | Ottawa                         | 3                              |   |              |                            |                            |                            |  |   |                       |                       |                       |  |    |                            |                            |                            |
|  | 5                              | Ottawa                         | 3                              |   |              |                            |                            |                            |  |   |                       |                       |                       |  | E1 | Tampa Bay                  | 4                          |                            |
|  |                                |                                |                                |   |              |                            |                            |                            |  |   |                       |                       |                       |  | E1 | Tampa Bay                  | 4                          |                            |
|  |                                | O6                             | Calgary                        | 3 |              |                            |                            |                            |  |   |                       |                       |                       |  |    |                            |                            |                            |
|  | 1                              | O6                             | Calgary                        | 3 | Détroit      | 4                          |                            |                            |  |   |                       |                       |                       |  |    |                            |                            |                            |
|  | 1                              |                                |                                |   | Détroit      | 4                          |                            |                            |  |   |                       |                       |                       |  |    |                            |                            |                            |
|  | 8                              | Nashville                      | 2                              |   |              |                            |                            |                            |  |   |                       |                       |                       |  |    |                            |                            |                            |
|  | 8                              | Nashville                      | 2                              |   | 1            | Détroit                    | 2                          |                            |  |   |                       |                       |                       |  |    |                            |                            |                            |
|  |                                |                                |                                |   | 1            | Détroit                    | 2                          |                            |  |   |                       |                       |                       |  |    |                            |                            |                            |
|  |                                | 6                              | Calgary                        | 4 |              |                            |                            |                            |  |   |                       |                       |                       |  |    |                            |                            |                            |
|  | 2                              | 6                              | Calgary                        | 4 | San José     | 4                          |                            |                            |  |   |                       |                       |                       |  |    |                            |                            |                            |
|  | 2                              |                                |                                |   | San José     | 4                          |                            |                            |  |   |                       |                       |                       |  |    |                            |                            |                            |
|  | 7                              | Saint-Louis                    | 1                              |   |              |                            |                            |                            |  |   |                       |                       |                       |  |    |                            |                            |                            |
|  | 7                              | Saint-Louis                    | 1                              |   |              |                            |                            |                            |  | 2 | San José              | 2                     |                       |  |    |                            |                            |                            |
|  | Association de l'Ouest         |                                |                                |   |              |                            |                            |                            |  | 2 | San José              | 2                     |                       |  |    |                            |                            |                            |
|  |                                | 6                              | Calgary                        | 4 |              |                            |                            |                            |  |   |                       |                       |                       |  |    |                            |                            |                            |
|  | 3                              | 6                              | Calgary                        | 4 | Vancouver    | 3                          |                            |                            |  |   |                       |                       |                       |  |    |                            |                            |                            |
|  | 3                              |                                |                                |   | Vancouver    | 3                          |                            |                            |  |   |                       |                       |                       |  |    |                            |                            |                            |
|  | 6                              | Calgary                        | 4                              |   |              |                            |                            |                            |  |   |                       |                       |                       |  |    |                            |                            |                            |
|  | 6                              | Calgary                        | 4                              |   | 2            | San José                   | 4                          |                            |  |   |                       |                       |                       |  |    |                            |                            |                            |
|  |                                |                                |                                |   | 2            | San José                   | 4                          |                            |  |   |                       |                       |                       |  |    |                            |                            |                            |
|  |                                | 4                              | Colorado                       | 2 |              |                            |                            |                            |  |   |                       |                       |                       |  |    |                            |                            |                            |
|  | 4                              | 4                              | Colorado                       | 2 | Colorado     | 4                          |                            |                            |  |   |                       |                       |                       |  |    |                            |                            |                            |
|  | 4                              |                                |                                |   | Colorado     | 4                          |                            |                            |  |   |                       |                       |                       |  |    |                            |                            |                            |
|  | 5                              | Dallas                         | 1                              |   |              |                            |                            |                            |  |   |                       |                       |                       |  |    |                            |                            |                            |

### Finale de la Coupe Stanley
Tampa Bay gagne la série 4-3 et la coupe Stanley.
- 25 mai : Tampa Bay 1-4 Calgary
- 27 mai : Tampa Bay 4-1 Calgary
- 29 mai : Calgary 3-0 Tampa Bay
- 31 mai : Calgary 0-1 Tampa Bay
- 3 juin : Tampa Bay 2-3 Calgary (prolongation)
- 5 juin : Calgary 2-3 Tampa Bay (2 prolongations)
- 7 juin : Tampa Bay 2-1 Calgary

## Récompenses

### Trophées
| Trophée                      | Vainqueur                                | Équipe                                                         |
| ---------------------------- | ---------------------------------------- | -------------------------------------------------------------- |
| Trophée Calder               | Andrew Raycroft                          | Bruins de Boston                                               |
| Trophée Lester-B.-Pearson    | Martin Saint-Louis                       | Lightning de Tampa Bay                                         |
| Trophée Art-Ross             | Martin Saint-Louis                       | Lightning de Tampa Bay                                         |
| Trophée Hart                 | Martin Saint-Louis                       | Lightning de Tampa Bay                                         |
| Trophée Conn-Smythe          | Brad Richards                            | Lightning de Tampa Bay                                         |
| Trophée Bill-Masterton       | Bryan Berard                             | Blackhawks de Chicago                                          |
| Trophée Frank-J.-Selke       | Kris Draper                              | Red Wings de Détroit                                           |
| Trophée Jack-Adams           | John Tortorella                          | Lightning de Tampa Bay                                         |
| Trophée James-Norris         | Scott Niedermayer                        | Devils du New Jersey                                           |
| Trophée King-Clancy          | Jarome Iginla                            | Flames de Calgary                                              |
| Trophée Lady Byng            | Brad Richards                            | Lightning de Tampa Bay                                         |
| Trophée Lester-Patrick       | Mike Emrick, John Davidson, Ray Miron    | Mike Emrick, John Davidson, Ray Miron                          |
| Trophée Maurice-Richard      | Rick Nash Ilia Kovaltchouk Jarome Iginla | Blue Jackets de Columbus Thrashers d'Atlanta Flames de Calgary |
| Trophée Vézina               | Martin Brodeur                           | Devils du New Jersey                                           |
| Trophée William-M.-Jennings  | Martin Brodeur                           | Devils du New Jersey                                           |
| Trophée Roger-Crozier        | Dwayne Roloson                           | Wild du Minnesota                                              |
| Trophée plus-moins de la LNH | Martin Saint-Louis Marek Malík           | Lightning de Tampa Bay Canucks de Vancouver                    |

| Trophée                      | Équipe                 |
| ---------------------------- | ---------------------- |
| Trophée Clarence-S.-Campbell | Flames de Calgary      |
| Trophée Prince de Galles     | Lightning de Tampa Bay |
| Trophée des présidents       | Red Wings de Détroit   |
| Coupe Stanley                | Lightning de Tampa Bay |

### Équipes d'étoiles

#### Première et deuxième équipe
| Position       | Première équipe    | Première équipe        | Deuxième équipe  | Deuxième équipe        |
| Position       | Joueur             | Équipe                 | Joueur           | Équipe                 |
| -------------- | ------------------ | ---------------------- | ---------------- | ---------------------- |
| Gardien de but | Martin Brodeur     | Devils du New Jersey   | Roberto Luongo   | Panthers de la Floride |
| Défenseur      | Zdeno Chára        | Sénateurs d'Ottawa     | Bryan McCabe     | Maple Leafs de Toronto |
| Défenseur      | Scott Niedermayer  | Devils du New Jersey   | Chris Pronger    | Blues de Saint-Louis   |
| Ailier gauche  | Markus Näslund     | Canucks de Vancouver   | Ilia Kovaltchouk | Thrashers d'Atlanta    |
| Centre         | Joe Sakic          | Avalanche du Colorado  | Mats Sundin      | Maple Leafs de Toronto |
| Ailier droit   | Martin Saint-Louis | Lightning de Tampa Bay | Jarome Iginla    | Flames de Calgary      |

#### Équipe des recrues
| Position       | Joueur             | Équipe                 |
| -------------- | ------------------ | ---------------------- |
| Gardien de but | Andrew Raycroft    | Bruins de Boston       |
| Défenseur      | John-Michael Liles | Avalanche du Colorado  |
| Défenseur      | Joni Pitkänen      | Flyers de Philadelphie |
| Attaquant      | Trent Hunter       | Islanders de New York  |
| Attaquant      | Ryan Malone        | Penguins de Pittsburgh |
| Attaquant      | Michael Ryder      | Canadiens de Montréal  |